# Micropia

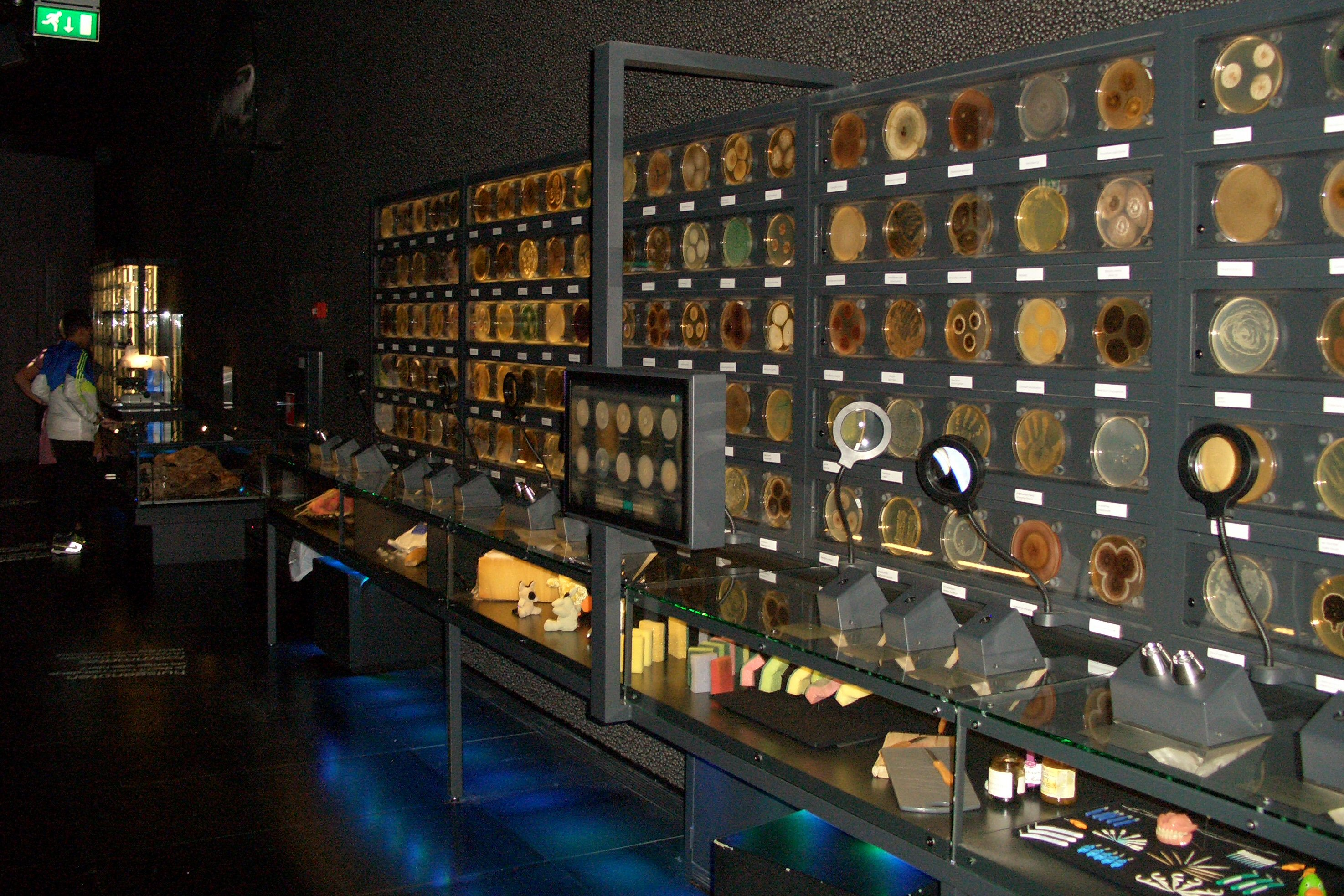
Intérieur du musée Micropia

Micropia est un zoo d'Amsterdam spécialisé dans les microbes (bactéries, virus et mycètes). Il se dit le premier au monde dans cette catégorie.

## Histoire
Micropia a été imaginé en 2002 par le directeur du zoo royal d'Amsterdam Artis, Haig Balian. Inauguré par la reine Máxima des Pays-Bas, il a ouvert ses portes le 30 septembre 2014,.

## Emplacement
Micropia occupe une partie du Ledenlokalen, un bâtiment historique datant de 1870 et appartenant à Artis, sur l'Artisplein.

## Caractéristiques

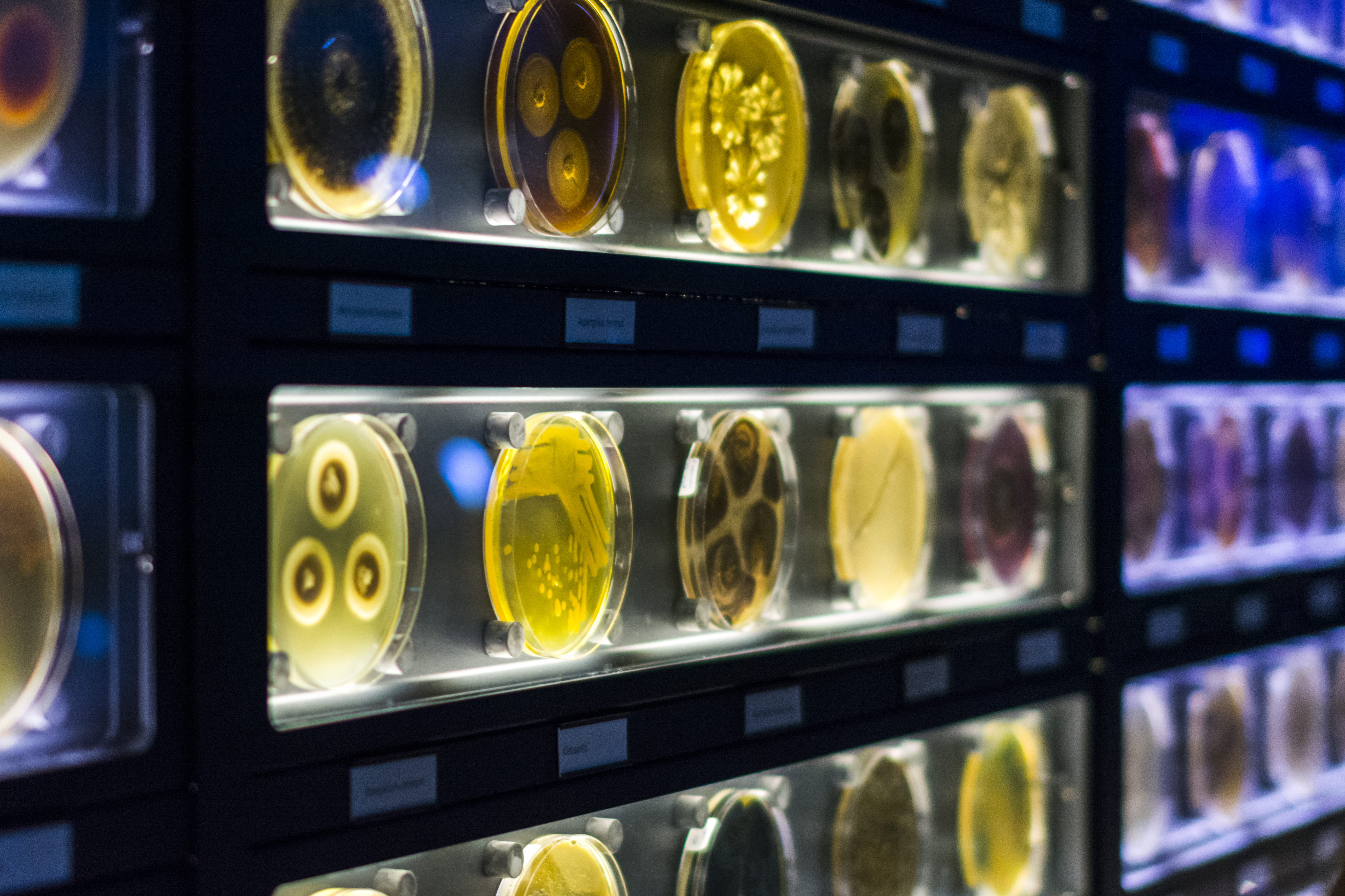
Collection de micro-organismes à Micropia

Le zoo présente de nombreuses espèces de micro-organismes par l'intermédiaire de microscopes et d'écrans géants. Un microscope 3D et un scanner à microbes permettent une interaction avec le public, tandis qu'un vrai laboratoire où sont cultivés des microbes est visible à travers une fenêtre.

## SIte externe
- Site de Micropia (fr)